# 成願義夫
成願 義夫（じょうがん よしお、1955年6月10日 - ）は、日本の着物図案家、伝統文様研究家、和装研究家、壁面装飾画家、アートディレクター、グラフィックデザイナー、伝統産業商品開発アドバイザー。
和文化デザイン思考講師。株式会社京都デザインファクトリー社長。

## 来歴
和歌山県和歌山市出身。父親の仕事の関係で幼少時代を奈良県五條市で過ごし、11歳の時に三重県名張市に転居したが、14歳の時に和歌山市に再び転居する。
母親の影響で幼い頃から日本映画、特に時代劇が大好きになる。さらに小学生の頃、たまたま近所にあった芝居小屋に出入りして、大衆演劇にも熱中し、子供ながらに時代劇に夢中になる。そのうち着物に興味を持つようになり、将来は着物のデザイナーになることを夢見る。しかし具体的な方法を知らないまま和歌山県立和歌山工業高等学校の工芸科（現在は産業デザイン科に再編され廃止）に進学した。在学中に型友禅の図案家という職業があることを知り、1974年の高校卒業後、京都の図案家・村尾信茂の弟子になる。
図案家の主なユーザーは型友禅のメーカーで、図案は和紙や絹本に手描きした。1984年に独立（個人事務所設立）後、和装市場が戦後の最盛期の10分の1にまで落ち込み、仕事が激減した。
同業者は廃業、転業を選んだが成願はどちらも選ばず、「着物は売れなくなったけど、和柄が否定されているわけではない」という信念のもと、他業種にデザインを提供することを決断。そのため、デザインはデジタルデータ化しなければならないので、パソコンを導入して作画のデジタル化に挑んだ。
その後、デジタル画像素材を製造販売していた株式会社データクラフト（北海道札幌市）から和柄デザイン素材の制作依頼を受け、図案のデジタル化によって他業種への転用に道を開いた。その後、出版社から素材集を十冊発行したことにより、和装業界以外の仕事が増えた。
伝統的なアナログ技法で描ける技術とデジタル技術の融合により、アナログの良さを損なわないデジタル表現が可能になり、多方面から引き合いが増えた。
事務所は2001年に法人化している。

## 著書
- 『和の色彩:』データクラフト、　2006年
- 『花遊都』Vol,1・Vol,2（和柄素材集）データクラフト、2007年
- 『和柄パーツ&素材集』ソーテック社、2009年
- 『和柄の花素材集』ソーテック社、2009年
- 『和柄パーツ&パターン素材Vol,2』ソーテック社、2010年
- 『The WAGARA日本の伝統美素材集』ソーテック社、2011年
- 『懐かしくて新しいレトロモダン素材集』技術評論社、2011年
- 『四季花暦和花素材集』（上・下）インプレスジャパン、2012年
- 『一生使える和柄の挨拶状素材集』ソーテック社、2012年
- 『和の風物詩素材集』技術評論社、2013年
- 『和の伝統優美シルエット素材集』技術評論社、2014年
- 『和柄のヒーリングぬり絵ブック』PHP研究所、2015年
- 『和柄の美しいぬり絵』英和出版社、2016年
- 『京友禅のヒーリング塗り絵ブック』PHP研究所、2016年
- 『ぬりえ美ジャポニスム』伝統美出版、2017年